# Turks fruit (film)
Turks fruit is een Nederlandse dramafilm uit 1973 van Paul Verhoeven met in de hoofdrollen Rutger Hauer en Monique van de Ven, naar de roman Turks fruit van Jan Wolkers.
Turks fruit is met ruim 3,3 miljoen bezoekers de succesvolste Nederlandse bioscoopfilm aller tijden, tot ten minste 2014. De film kreeg een Oscarnominatie voor beste niet-Engelstalige productie en won, in 1999, na een publieksenquête tijdens het Nederlands Film Festival een speciaal Gouden Kalf voor 'Beste Nederlandse film van de twintigste eeuw' (Soldaat van Oranje eindigde in deze uitverkiezing op de tweede plaats, derde werd Karakter van Mike van Diem).
In 2007 kreeg Turks fruit een eervolle plek in de Canon van de Nederlandse film, met name omdat een aantal beelden uit de film tot de bekendste uit de Nederlandse filmgeschiedenis zijn gaan behoren: Erik en Olga pasgetrouwd op de fiets door Amsterdam, Olga op een rode beddensprei onder een opgehangen spiegel of beiden samen in de stromende regen op de stoep.

## Rolverdeling

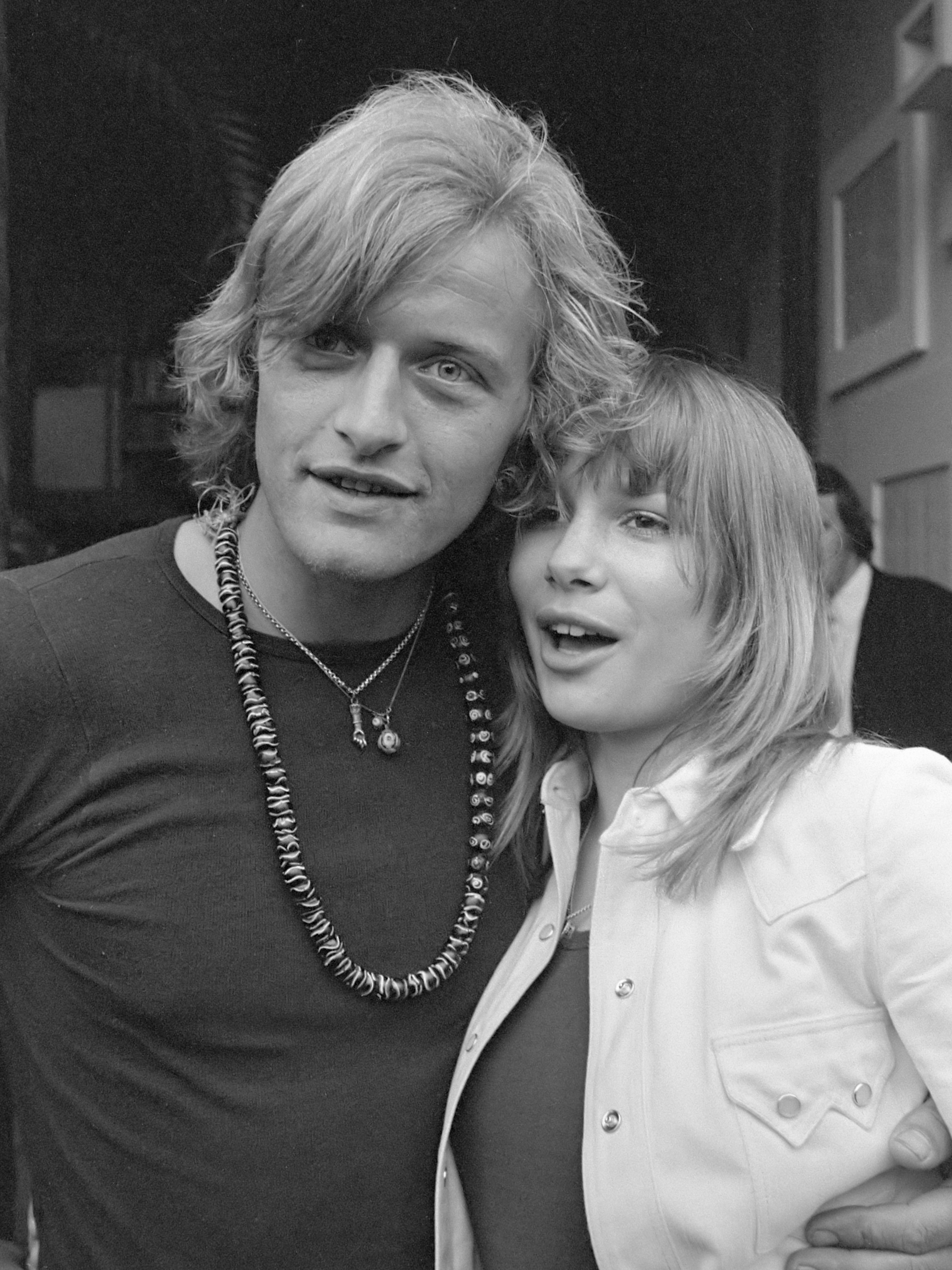
Rutger Hauer en Monique van de Ven (7 juni 1972)

| Acteur             | Personage                              | Opmerkingen |
| ------------------ | -------------------------------------- | ----------- |
| Monique van de Ven | Olga Stapels                           | hoofdrol    |
| Rutger Hauer       | Erik Vonk                              | hoofdrol    |
| Tonny Huurdeman    | Olga's moeder                          |             |
| Wim van den Brink  | Olga's vader                           |             |
| Hans Boskamp       | winkelchef Wastora                     |             |
| Dolf de Vries      | Paul Kruithof, arts                    |             |
| Manfred de Graaf   | Henny, nieuwe vriend van Olga          |             |
| Dick Scheffer      | accountant                             |             |
| Marjol Flore       | Tineke Elfers, schoolvriendin van Olga |             |
| Bert Dijkstra      | ambtenaar                              |             |
| Bert André         | ambtenaar in Limburg                   |             |
| Jon Bluming        | beveiligingsman                        |             |
| Suze Broks         | scharrel van Erik                      |             |
| Johan te Slaa      | boer die tang uitleent                 |             |
| Hans Kemna         | collega-beeldhouwer van Erik           |             |
| Truus Dekker       | serveerster                            |             |
| Marijke Frijlink   | Moniek                                 |             |
| Liëla Koguchi      | vrouw onder dekens met kinderwagen     |             |
| Aimé Mars          | Indonesische vrouw                     |             |
| Maartje Seyferth   | Josje                                  |             |
| Joost Prinsen      | politieagent                           |             |
| Jacques Luijer     | politieagent                           |             |
| Reinier Heidemann  | politieagent                           |             |
| Olga Zuiderhoek    | Gonnie                                 |             |
| Jan Wegter         | man lopende band                       |             |
| Paul Brandenburg   | bruidegom                              |             |
| Paul van Gorcum    | trouwambtenaar                         |             |
| Ad Noyons          | assistent                              |             |
| Robert Sobels      | dokter                                 |             |
| John Soer          | bode                                   |             |
| Jeanneke Stam      | zwangere bruid                         |             |
| Jaap van Donselaar | vriend van Erik                        |             |
| Wim Hoddes         | gerant                                 |             |
| George Schutte     | Engelsman                              |             |
| Ine Veen           | pruikenverkoopster                     |             |
| Frans Vasen        | begrafenisondernemer                   |             |
| David Rappaport    | lilliputter                            |             |

## Verhaal
Erik, een jonge beeldhouwer, leidt een chaotisch leven totdat hij liftend langs de snelweg door Olga wordt opgepikt, en zij wordt de liefde van zijn leven. Ondanks de aanvankelijke tegenwerking van Olga's moeder trouwen ze en beleven een romantische zomer. Later dat jaar overlijdt haar vader. Dan moet Olga ineens niets meer weten van Erik. Tijdens een familie-etentje sjanst Olga met een familievriend en de familie juicht dat toe. Hierdoor braakt Erik over Olga en haar moeder en hij slaat Olga. Als gevolg hiervan gaat Olga weg bij Erik. In een periode van diep verdriet heeft Erik de ene one night stand na de andere, maar niemand kan hem Olga doen vergeten... Olga gaat een relatie aan met een Amerikaan en gaat met hem in de States wonen. Nadat deze relatie stukloopt keert ze terug naar haar ouderlijk huis in Alkmaar. Dan komen Erik en Olga elkaar bij toeval weer tegen in een warenhuis. Blij elkaar weer te zien gaan ze koffie drinken in het restaurant op de bovenverdieping.
Terwijl ze herinneringen ophalen merkt Erik al dat er iets aan de hand is met Olga. Ze besluiten naar het strand te gaan, maar Olga wil eerst nog even naar het toilet. Daar zakt ze in elkaar en ze wordt naar het ziekenhuis gebracht. Ze blijkt een kwaadaardige hersentumor te hebben. Hieraan wordt ze geopereerd, maar de artsen kunnen niet alles verwijderen. Olga leeft nog korte tijd maar overlijdt dan uiteindelijk in het ziekenhuis met Erik aan haar zijde.

## Productie
Naar aanleiding van het succes van Wat zien ik!? (1971) besloot producent Rob Houwer geen einde te knopen aan zijn samenwerking met regisseur Paul Verhoeven. Verhoeven stelde een boekverfilming van Turks fruit van Jan Wolkers voor. Houwer zag daar geen brood in: "Ik vond het een fantastisch boek, maar ik dacht: dat laat niemand je maken, dat zal niemand je toestaan." Houwer vreesde dat de expliciete seksscènes te heftig zouden zijn, in vergelijking met de vrijscènes uit Wat zien ik!?. Hij kwam pas in overeenstemming toen Gerard Soeteman aanbood om het scenario te vervaardigen. Soeteman nam deze taak op zich omdat hij geloofde dat het boek meer over de dood ging dan over erotiek.
De hoofdrollen waren bedoeld voor Willeke van Ammelrooy en Hugo Metsers, de twee grootste Nederlandse filmsterren uit die tijd. Toen bijrol-acteur Hans Kemna, die later een vermaard casting-director zou worden, de beginnende actrice Monique van de Ven ontmoette, nodigde hij haar uit om als een van de veertig actrices auditie te doen voor de zeven vrouwenrollen in de film. Verhoeven vertelde hier later over: "Die meisjes die allemaal geneukt moesten worden en dan het huis weer uitgetrapt. Op de een of andere manier bleef zij hangen. Godverdomme, dacht ik, wat een leuke meid, als ik die nou eens neem, dat zou toch heel origineel zijn. Ik heb een foto van haar meegenomen en die zette ik naast mijn tikmachine en al tikkend zat ik naar haar te kijken." Van de Ven zelf vertelde in een interview uit 2007 dat ze op de hoogte werd gesteld van de auditie via haar toenmalig vriendje Roelant Radier, die – zonder succes – auditeerde. Van Ammelrooy kreeg pas tijden later te horen dat ze afgezegd was.
Tijdens een van de vele proefscènes die ze maakte, moest Van de Ven een vrijscène opnemen met Rutger Hauer, een van de acteurs met wie een cameratest werd gedaan. Verhoeven was zo geroerd, dat hij pleitte dat dit duo de hoofdrollen kreeg. Na het zien van een proefopname was Houwer, volgens Verhoeven, op slag overtuigd. Bovendien vond hij het "spannend" om een onbekend meisje in de hoofdrol te gebruiken. Houwer wimpelde Van Ammelrooy af met de mededeling dat zij "te veel geld" vroeg. Van Ammelrooy wilde het destijds forse bedrag van 50.000 gulden, Van de Ven kreeg voor haar hoofdrol uiteindelijk 6000 gulden. Van de Ven wist tot op de dag dat ze werd gebeld om het contract te tekenen nog niet dat ze de hoofdrol had gekregen. De keuze voor haar haalde de voorpagina van De Telegraaf. Verhoeven vertelde in een interview: "Het was de beste beslissing. Het was interessanter. Monique was zo goed."
Cameraman Jan de Bont stelde voor alle scènes uit de hand te draaien voor het vlotte karakter van de film. Al op de eerste dag op de set kreeg Verhoeven ruzie met De Bont over deze nieuwe manier van filmen: "Dit is Jan Wolkers. Dit is godverdomme niet Albert Mol. Dit is Jan Wolkers, dit is anders, dat moet je anders draaien. Daar word ik hartstikke gek van. Die camera moet bewegen!" Nog diezelfde avond stapte Verhoeven naar Houwer met de vraag om De Bont te laten ontslaan. Later gaf hij echter toe dat De Bont gelijk had dat zijn "rauwe" aanpak beter bij de film paste dan Verhoevens "truttige" cameravoering.
Volgens de betrokkenen was naaktlopen op de set, dat door het aantal vrijscènes regelmatig gebeurde, "geen enkel probleem". De ziekenhuisscènes in de film zijn opgenomen op een nog niet in gebruik genomen afdeling van het toen pas gebouwde ziekenhuis Mariastichting te Haarlem. Het hoogbouwcomplex werd in 2007 afgebroken. De opnamen van de onthulling van het beeld bij het ziekenhuis door de koningin zijn gemaakt bij het Woudestein-complex van de Erasmus Universiteit Rotterdam dat voor die gelegenheid tot Vesalius ziekenhuis werd omgedoopt.
Na de opnamen gaf Houwer Verhoeven de opdracht om het einde te wijzigen. Naar Houwers idee was het te "treurig" en zou het publiek niet tevreden zijn. Volgens Verhoeven resulteerde dit in een crisis, en gingen alle crewleden in tegen deze opdracht. Pas "na uren praten" gaf Houwer de crew zijn zin.
Turks fruit bevat ongeveer 1190 shots, hetgeen neer komt op een gemiddelde lengte van 6 seconden per shot. Ter promotie verspreidde Houwer voor de lancering naaktfoto's van de spelers, doch kondigde daarbij aan dat het geen seksfilm zou worden. Van de Ven kreeg een relatie met De Bont. Deze relatie hield tot 1987 stand.

## Ontvangst

### Pers
De critici reageerden overwegend positief op de film, maar sommigen klaagden dat Verhoeven "de subtiliteiten en nuances in het boek van Wolkers had platgewalst onder vette effecten." In het tijdschrift Vrij Nederland oordeelde regisseur-producent Wim Verstappen over Turks fruit als "een volslagen tweeslachtige film, met een stuk of tien werkelijk erg mooie momenten opgediend in een grote saus van nogal slijmerige scènes".
Jan Wolkers reageerde enthousiast en vertelde veel van zichzelf in Hauer te herkennen. Peter van Bueren, recensent van de Volkskrant, kende een positieve recensie toe aan Turks fruit.

### Publiek
Volgens Van de Ven verliep de première van Turks fruit zonder een rode loper of promotie. Ze vertelde dat na afloop van de eerste voorstelling een staande ovatie volgde, met huilende en dankbare mensen.
Turks fruit is een van de succesvolste films uit de Nederlandse geschiedenis. Destijds was het een van de meest besproken films, waarvoor mensen zich aansloten in rijen met massa's mensen voor de bioscoop. Tot ten minste 2014 is het, met 3.338.000 bezoekers, de bestbezochte Nederlandse film aller tijden. Achter zich in de lijst sluit Fanfare (1958) aan, met 2,63 miljoen bezoekers. De film staat, volgens het boek Film in Nederland uit 2004, op de vierde plaats van de bestbezochte films in Nederland, met boven zich The Sound of Music (3,99 miljoen), Irma la Douce (3,63 miljoen) en Titanic (3,41 miljoen).
In 1995, het jaar van de film, verscheen er een Nederlandse postzegel van 80 cent met als afbeelding een scène uit de film Turks fruit.

## Muziek
De muziek in de film werd verzorgd door componist en dirigent Rogier van Otterloo die met Turks fruit debuteerde als filmmuziekcomponist. Aanwezig zijn de klanken van Toots Thielemans' mondharmonica. De elpee met de muziek (waaraan ook het trio Louis van Dijk een bijdrage leverde), verkocht goed en stond ruim vier maanden in de albumlijsten. Echter, Verhoeven gaf later toe dat het nooit zijn favoriete filmmuziek is geworden en dat hij zich aan de "drummetjes met van dat veeggedoe" ergerde: "Toen ik het voor het eerst hoorde, was ik erg gedeprimeerd."
De hit 'Meisjes met rode haren' van Arne Jansen uit 1972 kwam ook voor in de film.